# Szigetvár

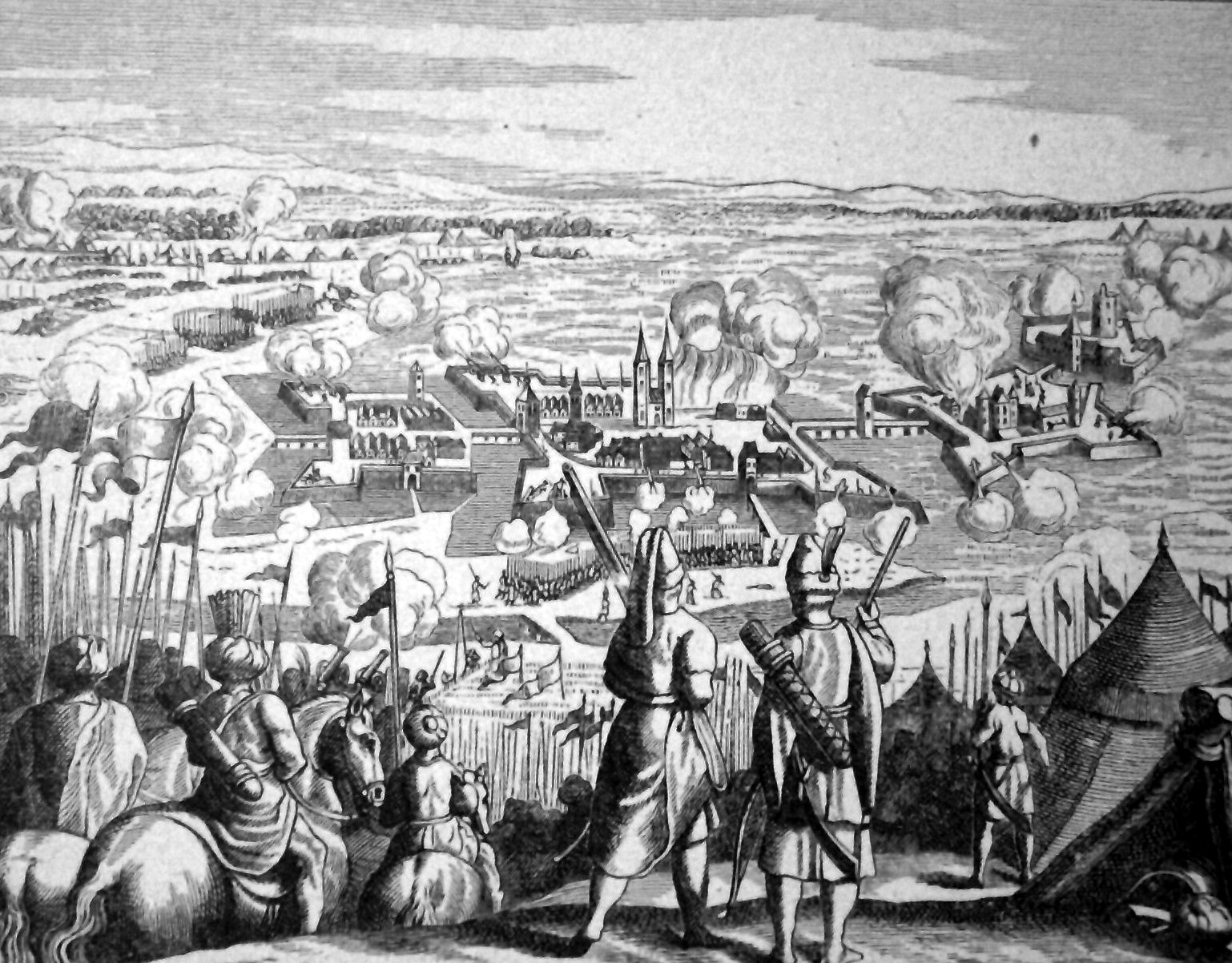
Szigetvár w XVI w.

Szigetvár (niem. Großsiget, chorw. Siget) – liczące prawie 10,9 tys. mieszkańców (I 2011 r.) miasto na Węgrzech, 30 km na zachód od Pécsu, w komitacie Baranya, siedziba władz powiatu Szigetvár.

## Położenie
Miejscowość leży w południowej części Zadunaja, na zachodnim obrzeżu komitatu Baranya, na południowych stokach pogórza Zselic, na równinie w odległości ok. 8 km od wzgórz. Miasto jest podzielone na dwie części potokiem Almás-patak, który przed regulacją często wylewał, co spowodowało powstanie bagna.
Dojazd do miasta jest możliwy od strony Barcsu i Budapesztu drogą krajową nr 6 lub z Kaposváru i Balatonszemes drogą krajową nr 67. Odległość drogowa od Barcsu i granicy chorwackiej wynosi 30 km, od Peczu – 35 km, a do Kaposváru 40 km. Do miasta dociera linia kolejowa Nagykanizsa – Pécs, z którą łączy się zamknięta w sylwestra 1976 linia kolejowa Kaposvár – Szigetvár.

## Historia
Obszar miasta był zamieszkany w czasach przedhistorycznych. Po Celtach, Rzymianach i Awarach okolica trafiła w ręce rodu Botond.
Pierwszą obronną budowlę wybudowano na wystającym, jak wyspa ponad bagnistą okolicę, pasie gruntu. Ówcześni posiadacze wyspy (węg. sziget, czytaj: siget) nazywający siebie „Szigethi” (Wyspiarze), uważali za budowniczego zamku jednego z członków ich rodziny, Anthemiusa. Jego wnuk, Oszvald Szigethi, wybudował pierwszą twierdzę – okrągłą, trzypiętrową wieżę mieszkalną, która później stała się sercem wewnętrznego zamku. Otaczające wyspę bagienne jeziora z czasem stały się płytsze i z tego powodu otoczono ją ziemnymi szańcami. Posiadaczem zamku był najpierw Garayak, a potem Bálint Török, na którego dworze żył do 1541 r. Sebestyén Tinódi Lantos, węgierski poeta i lutnista. W 1543 r. zamek trafia w posiadanie Ferdynanda I Habsburga. XV-wieczne dokumenty mówią o nim raczej jako o mieście na planie prostokąta, już wtedy otoczonym palisadą miejscem obronnym, niż jako o oppidum.
W celu zabezpieczenia przed tureckimi napadami miasto i zamek wzmocniono: w latach 1548–1549 poszerzono otaczające zamek jezioro, umocniono szańce, wybudowano zamek na planie prostokąta z ziemnymi basztami na rogach, a północno-zachodnią zbudowano już z kamienia. W centralnej części zamku znajdował się wewnętrzny zamek, w którym stała średniowieczna wieża mieszkalna. Wejścia do wewnętrznego zamku bronił ziemny szaniec. Mury zamkowe i baszty o nieregularnym kształcie wzniesiono z ubitej gliny.
Stare Miasto otoczone było częstokołem i szeroką fosą. Miasta broniły wysokie na 6–7 m mury zbudowane z ubitej gliny, wzmocnione basztami narożnymi. Umocniony Szigetvár był w 1556 r. oblegany przez budzińskiego paszę Alego, ale udało mu się zdobyć tylko obrócone w perzynę Stare Miasto. W 1558 r. rozpoczęto zakrojone na szeroką skalę prace fortyfikacyjne. W okresie dowodzenia zamkiem przez Nikolę Šubića Zrinskiego (1561–1566) założono również Nowe Miasto (Újváros). W czasie oblężenia Szigetváru w 1566 r. zniszczeniu uległa średniowieczna wieża. Po zdobyciu zamku Turcy natychmiast rozpoczęli odbudowę miasta. Najpierw umocnili zamek, a potem wybudowali budynki publiczne miasta. Miasto za czasów tureckich najpierw było stolicą sandżaku w wilajecie budzińskim, a następnie w kanizsańskim.
W 1689 r. zamek został odbity, a po wycofaniu się Turków zamek i Stare Miasto trafiły w całości w ręce oddziałów cesarskich. W tym czasie wybudowano system kazamat w północnym murze zamkowym. W 1686 r. kompletnemu spaleniu uległo Nowe Miasto.
W 1891 r. ludność miasta wynosiła 5078 osób.
W wyniku I wojny światowej miasto trafiło pod okupację serbską, stając się częścią Republiki Baranya-Baczka, a następnie w myśl traktatu trianońskiego przyłączono go do Węgier.
Miejscowość do reformy administracyjnej w 1950 r. należała do komitatu Somogy, kiedy to przyłączono część powiatu Szigetvár do komitatu Baranya. Prawa miejskie otrzymała w 1966 r.
W 2011 r. Zgromadzenie Narodowe za niezłomną odwagę obrońców Szigeváru, za przykładną miłość do ojczyzny i gotowość do poświęcenia nadało miastu Szigetvár tytuł „Najbardziej bohaterskiego miasta” (Civitas invicta).

## Gospodarka
- zakład obuwia
- fabryka konserw
- fabryka beczek
- przetwórstwo szkła
- turystyka

## Produkcja filmowa
W Szigetvárze kręcono większą część telewizyjnego serialu węgierskiej telewizji „Kisváros” (Miasteczko).

## Demografia
W 2007 r. miasto miało 11103 mieszkańców. Z tego: Węgrów – 93,3%, Romów – 2%, Chorwatów – 0,7%, Niemców – 0,7%, innych – 6,6%.
Wyznanie:
- rzymscy katolicy: 62,7%
- grekokatolicy: 0,3%
- kalwini: 12,4%
- luteranie: 0,3%
- należący do innych kościołów, wyznań: 1%
- nie należący do kościoła: 11,1%
- brak odpowiedzi: 12%

## Atrakcje turystyczne

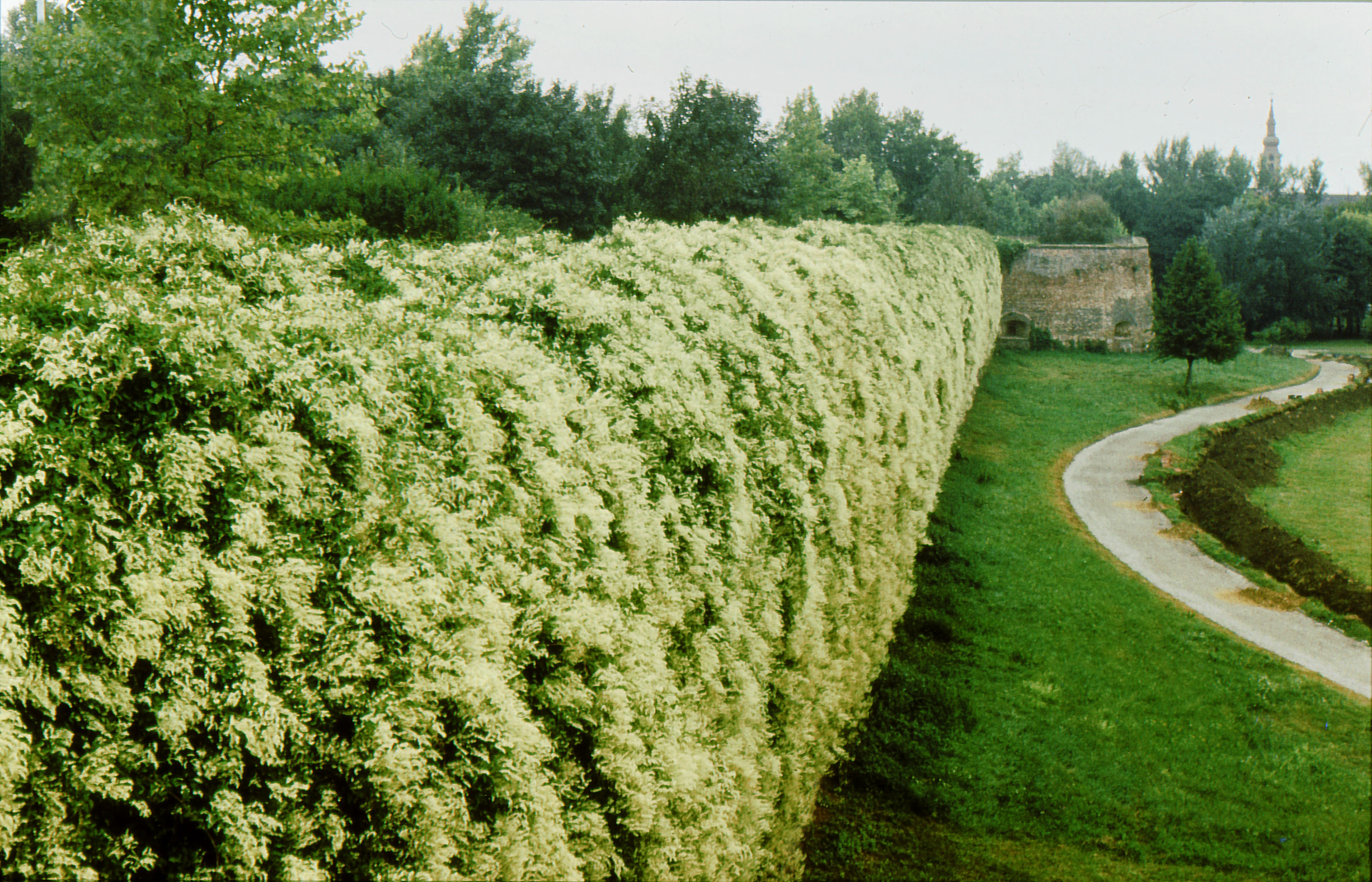
Szigetvár, zachodnia ściana zamku

- Muzeum zamkowe – wypływający z terenów południowego Zadunaja Almás-patak w czasie średniowiecza utworzył podmokły i bagnisty obszar. Około 1420 r. na jednej z jego wysp miejscowy ziemianin Oszvald Anthini (Szigeti) wybudował mały zamek. Na przestrzeni wieków rozwinął się wokół niego system umocnień, których część zajmowało kwitnące miasto. W 1463 r. zamek trafił w ręce rodziny Garai, a 1471 r. rodziny Török z Enying. Po klęsce pod Mohaczem wzrosło jego znaczenie militarne, ponieważ stał na drodze prących na zachód tureckich zdobywców. W 1541 r. turecki sułtan Sulejman Wspaniały pojmał Bálinta Töröka, a wtedy jego żona oddała zamek Ferdynandowi I Habsburgowi jako ogniwo systemu zamków granicznych. W 1561 r. kapitanem zamku został Nikola Zrinski, który utworzył czteroczęściowy system obronny. Sulejman Wspaniały zajął go w 1566 r.
- Sanktuarium w Turbéku – położone poza miastem, w odległości ok. 3 km od centrum. Na miejscu obecnego kościoła pochowano serce i organy wewnętrzne sułtana Sulejmana Wspaniałego, a później wzniesiono tam ośmiokątne mauzoleum, tzw. türbe, z pozłacaną kopułą (upamiętnia to tablica pamiątkowa z 1913 r.). Turbék jest jednym z miejsc pielgrzymkowych muzułmanów w Europie. Mauzoleum Sulejmana zburzono w końcu XVII w., a na jego miejscu zbudowano drewnianą kaplicę.

Dzisiejsze sanktuarium wzniesiono w latach 1760–1770. Na ołtarzu głównym umieszczono obraz Matki Boskiej Pomocnej, ponieważ jej wstawiennictwu przypisywano zwycięstwo odniesione nad Turkami i wyzwolenie kraju.
Wykute z kamienia aspersorium, pochodzące jeszcze z czasów tureckich, służyło pierwotnie do muzułmańskiego rytuału obmywania. W kościele znajdują się organy Angstera, ostatnio restaurowane w 1983 r. W dzień Wniebowzięcia Najświętszej Maryi Panny w Turbéku odbywa się odpust wspólny dla zamieszkujących w okolicy katolików narodowości węgierskiej, niemieckiej i chorwackiej. Obok sanktuarium znajduje się przystanek kolejowy na linii Kaposvár – Szigetvár. W okresie prześladowań religijnych za czasów dyktatury Rákosiego przystanek zlikwidowano.

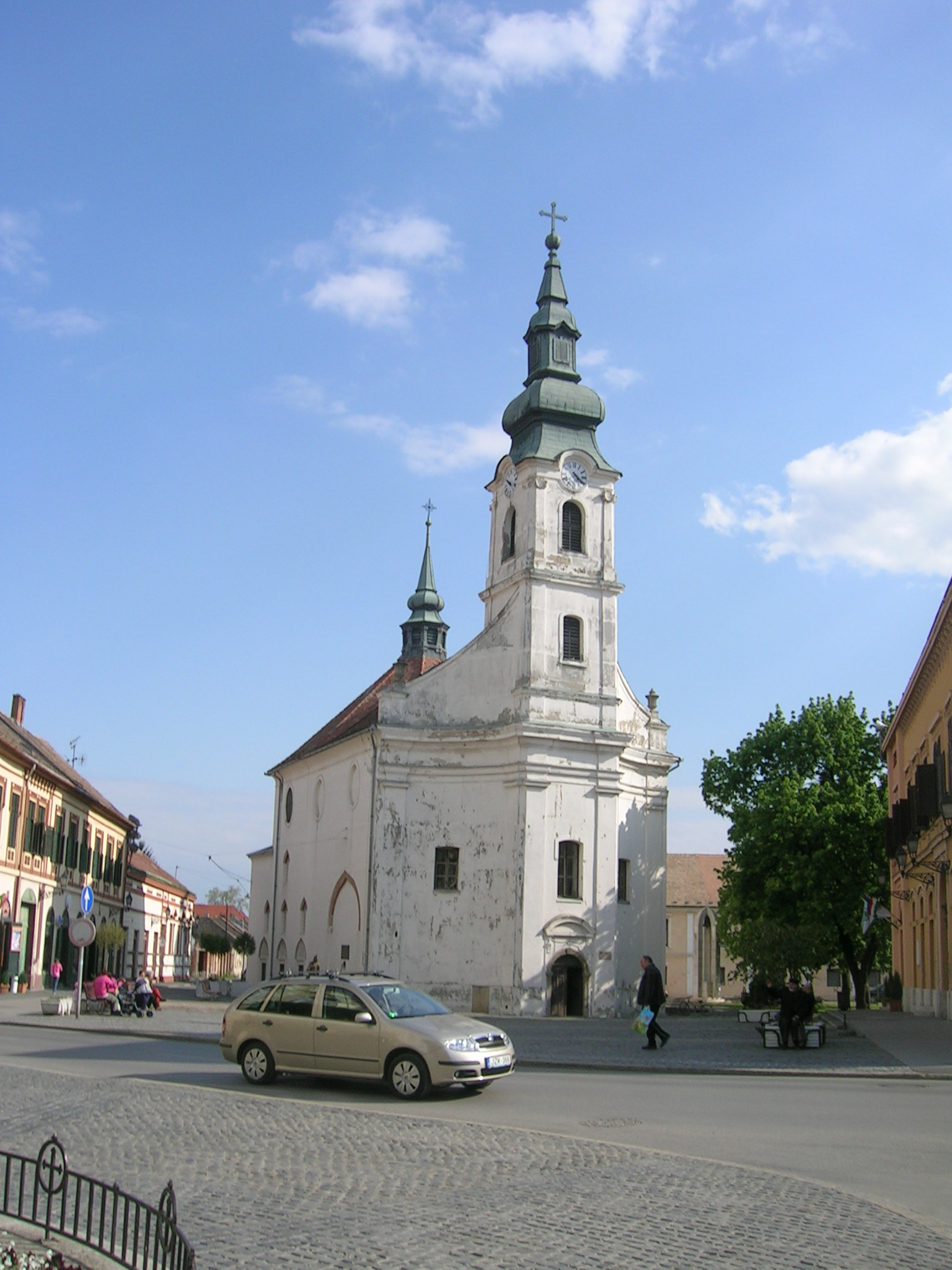
Kościół katolicki

- Kościół rzymskokatolicki (pierwotnie turecka dżami, przebudowana później na kościół w stylu barokowym, ozdobiony freskami słynnego wiedeńskiego malarza Dorfmeistera).
- Kąpielisko leczniczo-termalne: w 1966 r. na głębokości 800 m odkryto złoża wody termalnej o temp. 62 °C zawierającej sól, wodorowęglany i dużą ilość fluoru, której używa się do łagodzenia objawów chorób układu ruchu i reumatycznych. Zawartość fluoru pomaga w spowalnianiu rozwoju osteoporozy w podeszłym wieku.
- Zrínyi tér – Plac Zrinskiego z pomnikiem lwa, który stał się symbolem miasta,
- Vigadó – Kasyno, wybudowane w 1994 r. według projektu Imre Makovecza,
- Salamon-ház – Dom Salomona
- Polák-kastély – Pałac Poláka
- Török-ház – Turecki dom (dawny karawanseraj)
- Sóház – Dom Solny

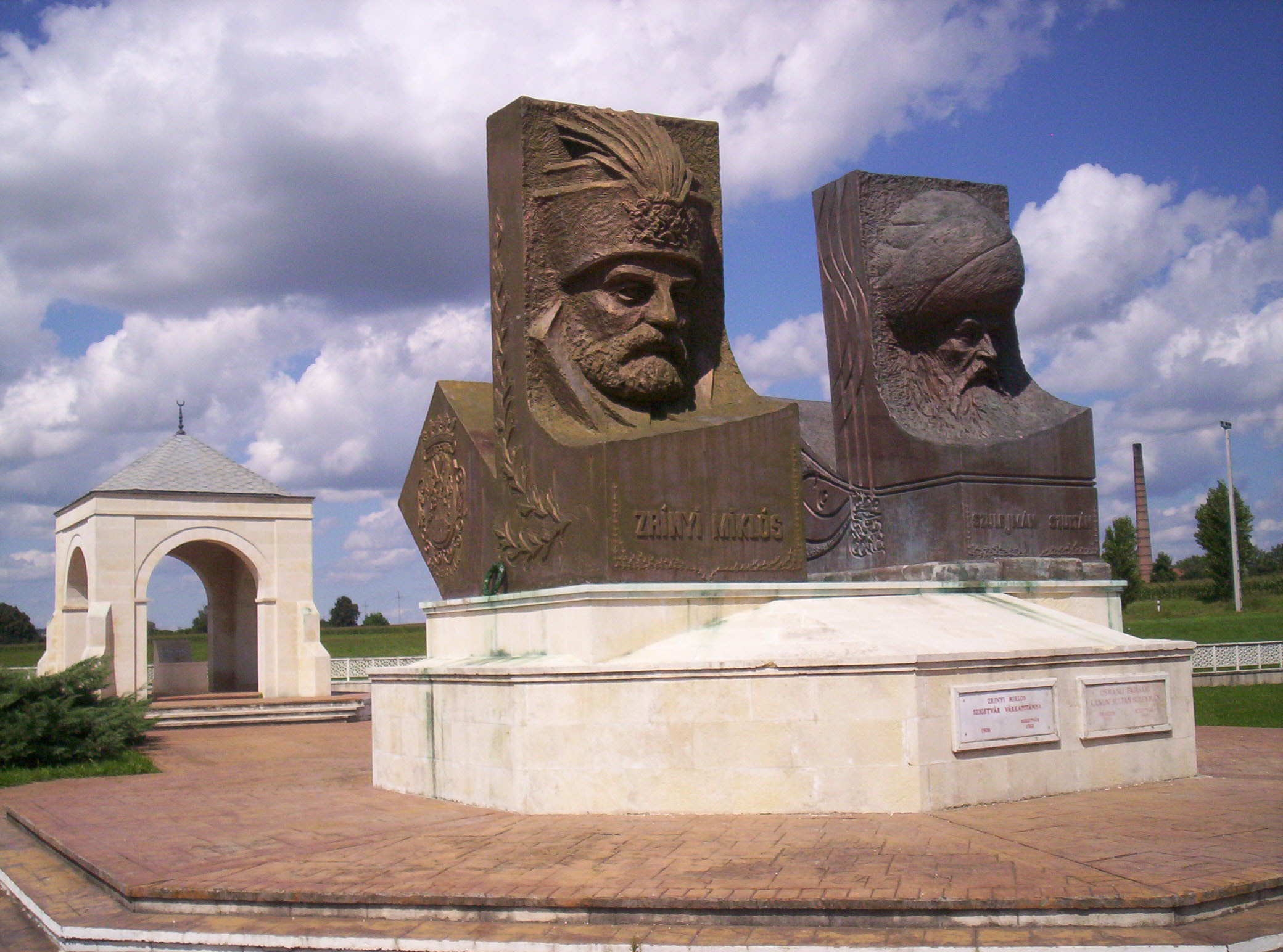
Park Przyjaźni Węgiersko-Tureckiej

- Park Przyjaźni Węgiersko-Tureckiej został ufundowany przez rząd turecki w roku 1996. Park znajduje się w miejscu, gdzie podczas oblężenia miasta stał namiot sułtana. W jego centrum ustawiono rzeźby przedstawiające sułtana Sulejmana Wspaniałego i Nikolę Šubića Zrinskiego.

## Galeria

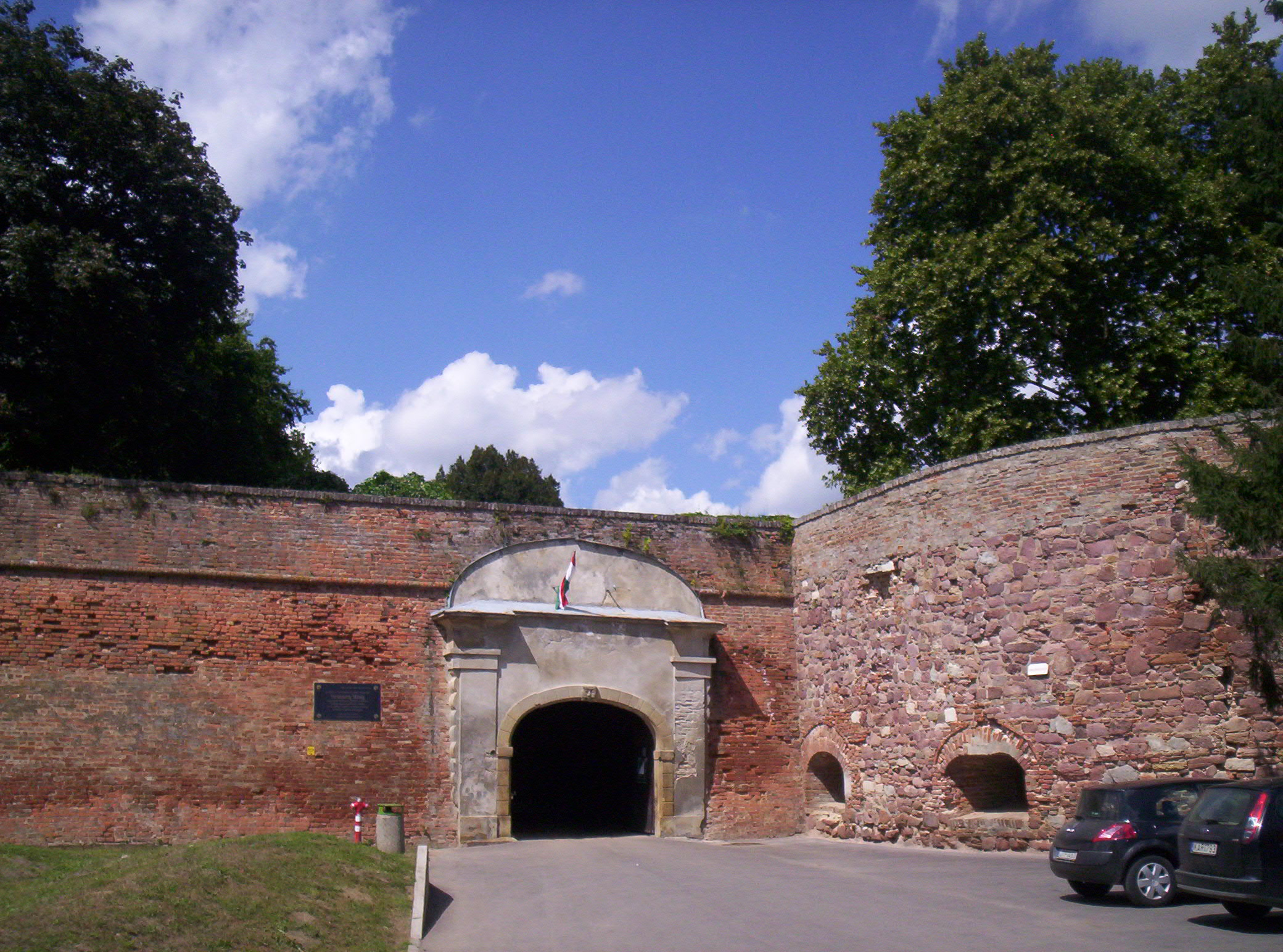
Umocnienia zamkowe
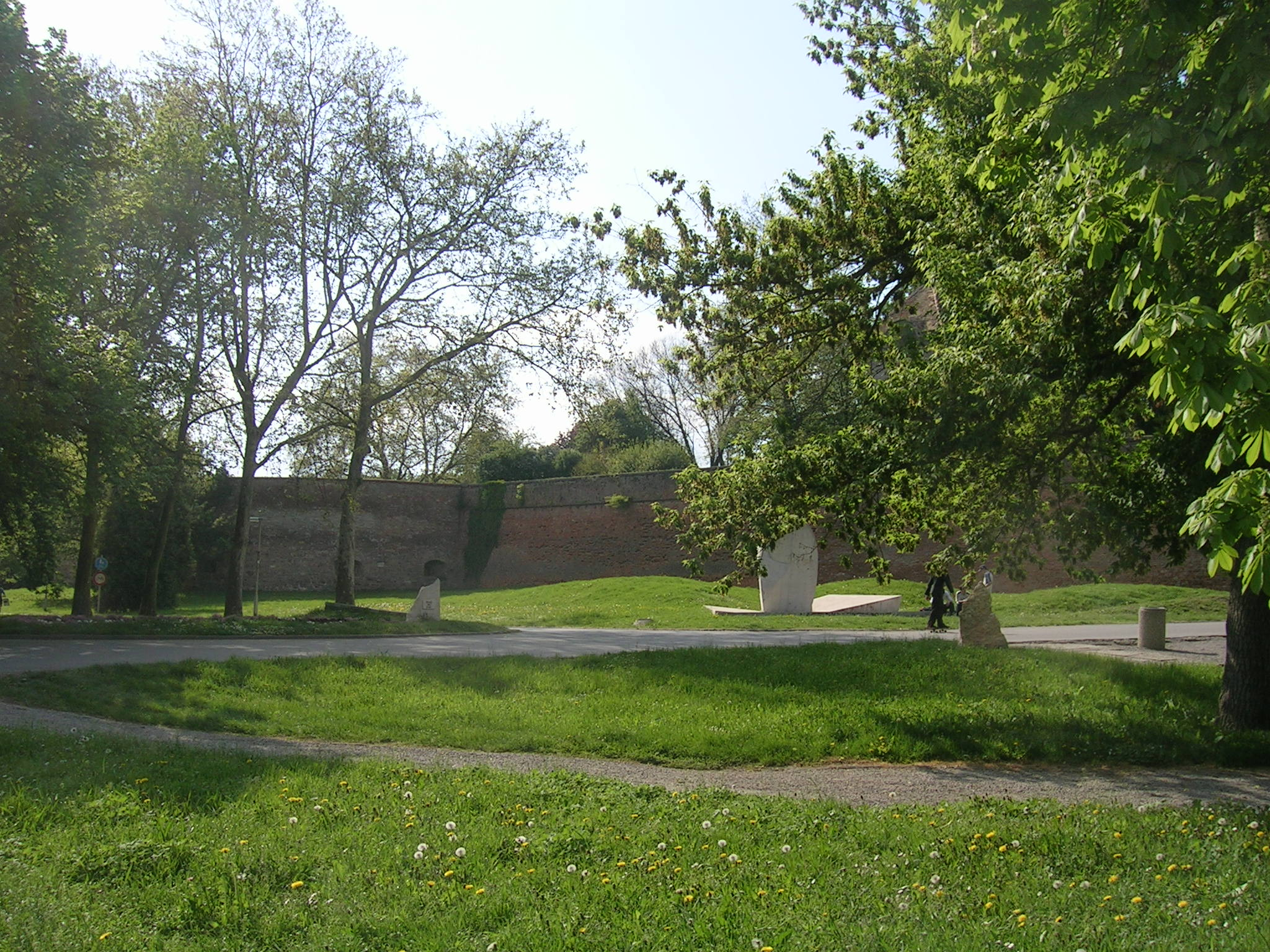
Mur zamkowy
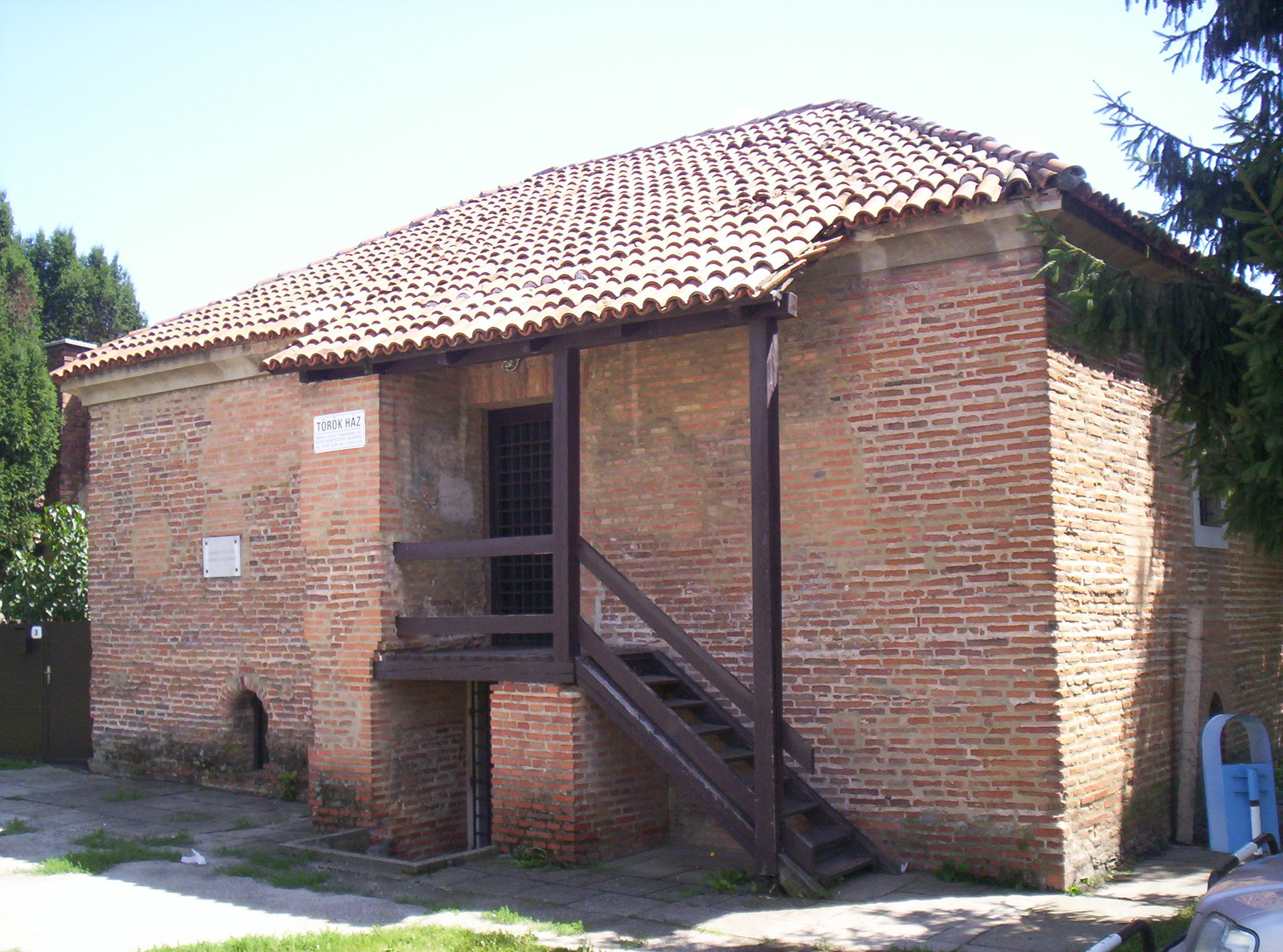
Turecki dom
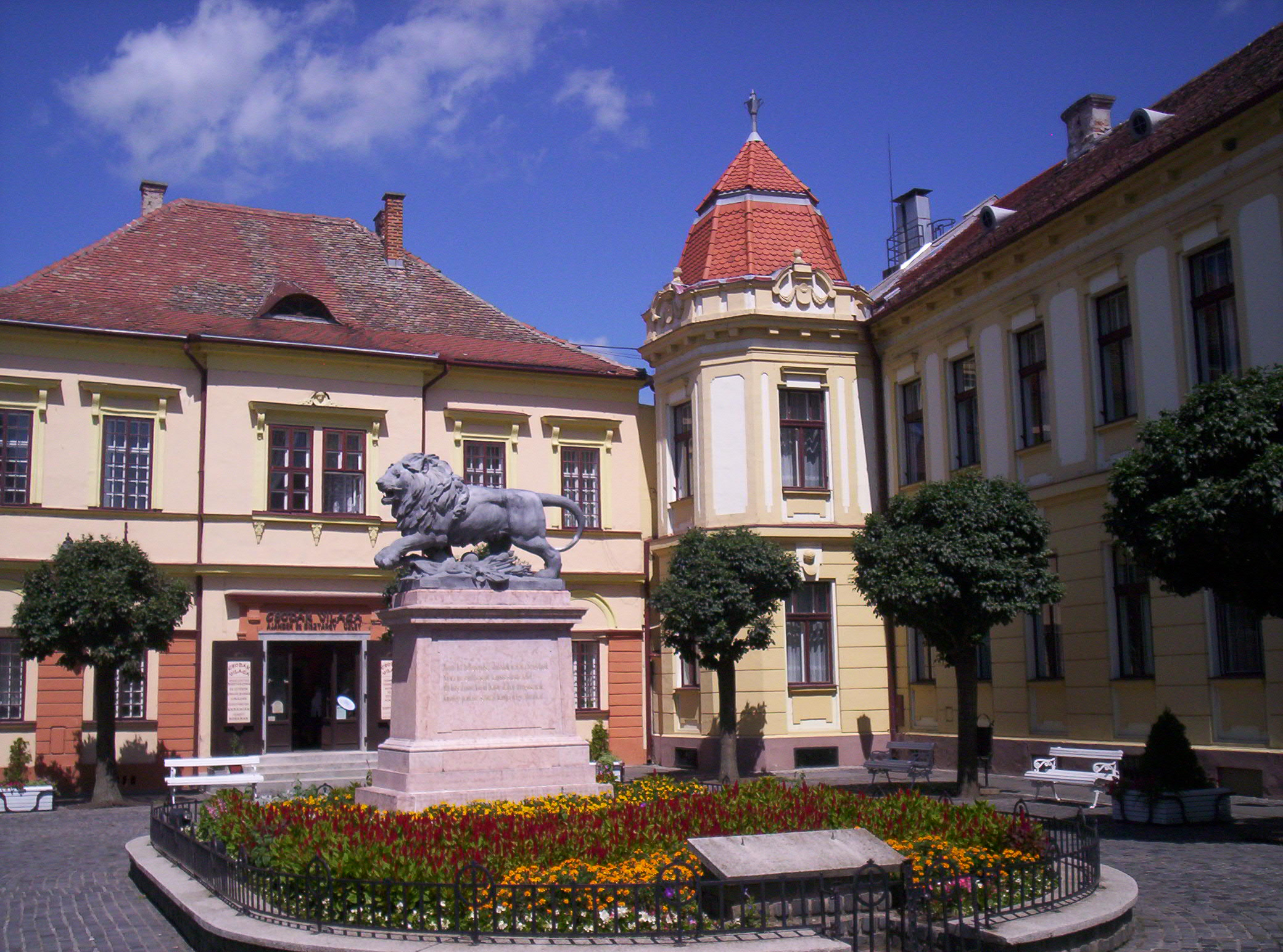
Pomnik z lwem
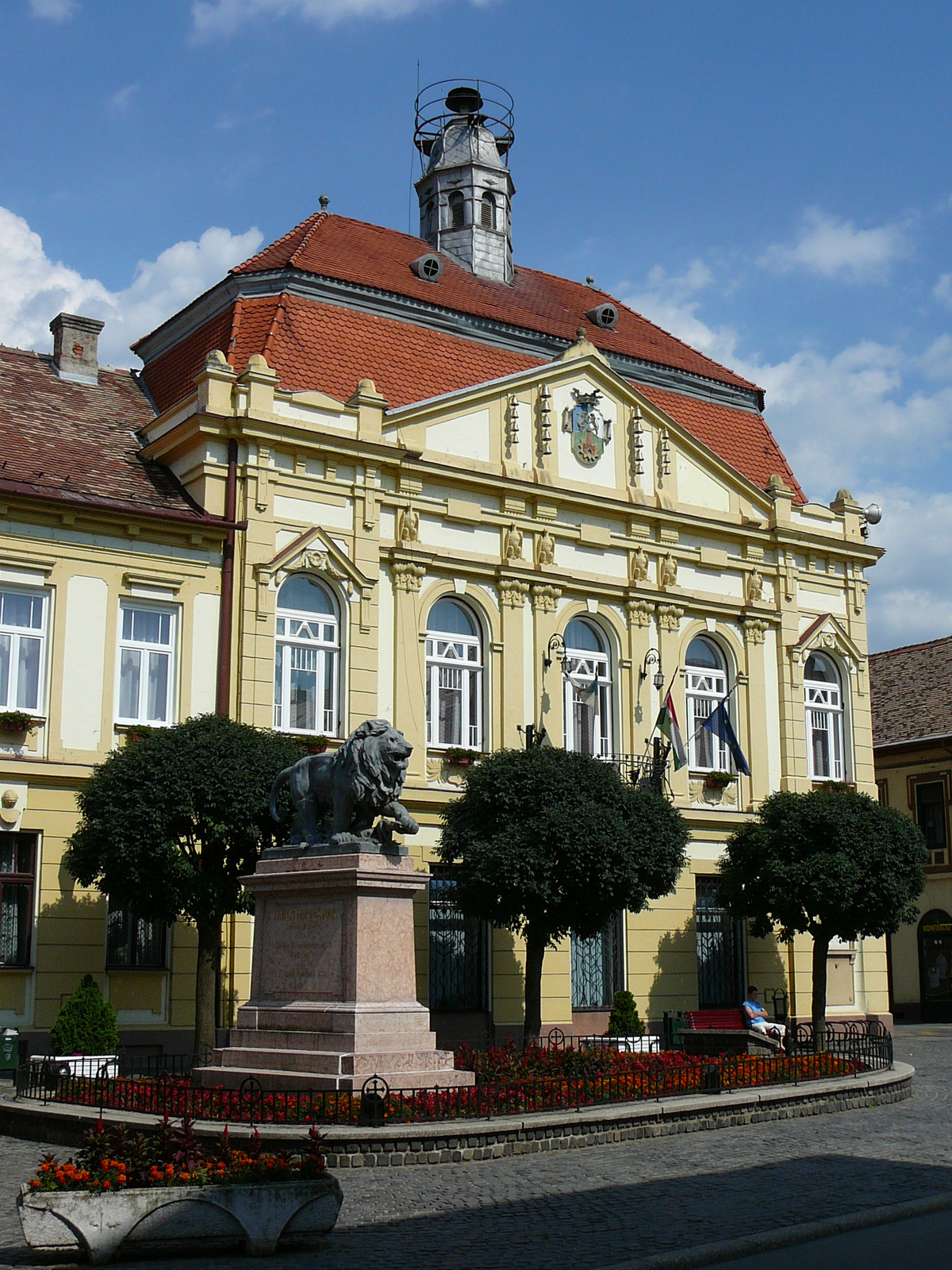
Ratusz
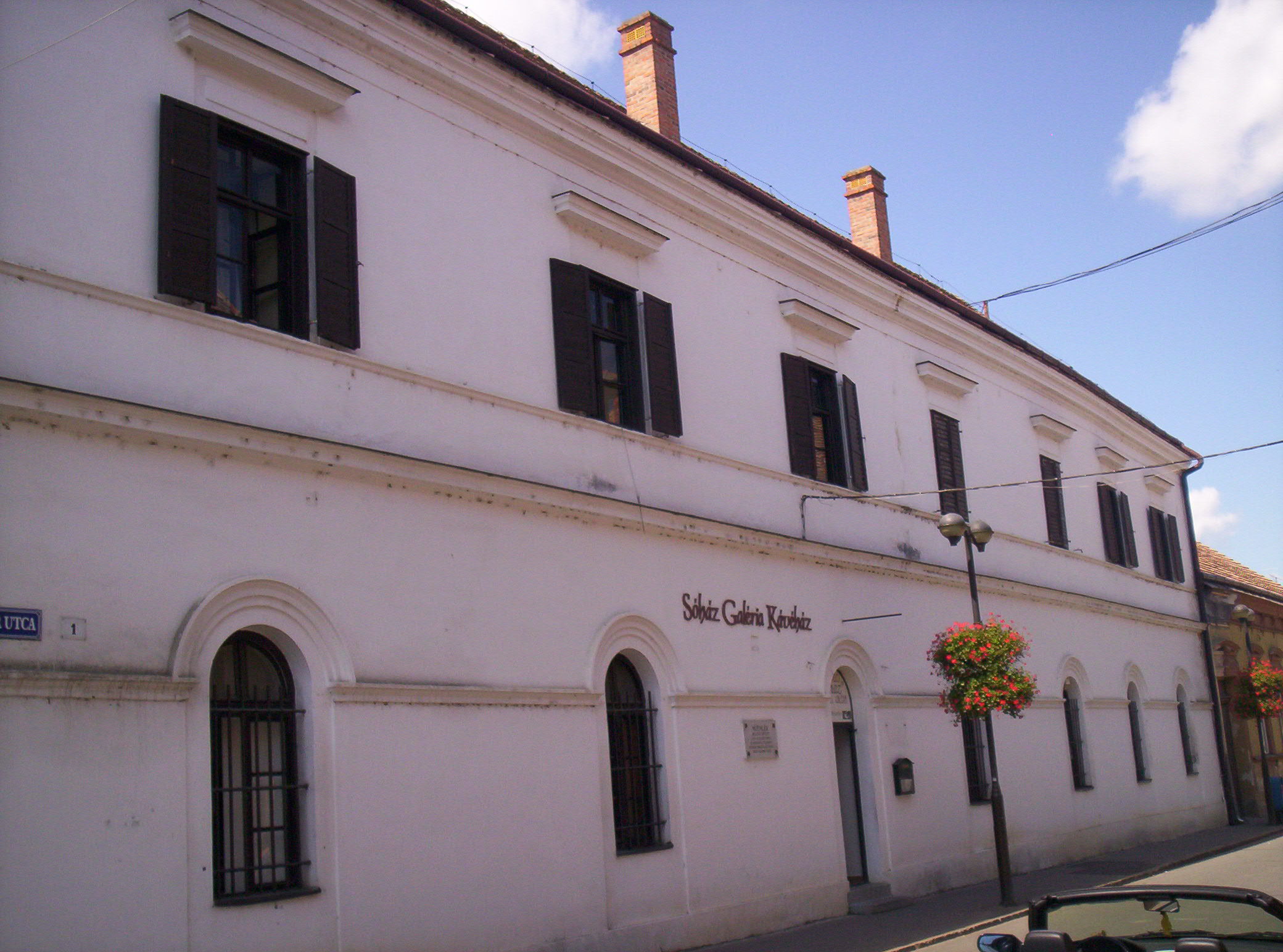
Dom solny
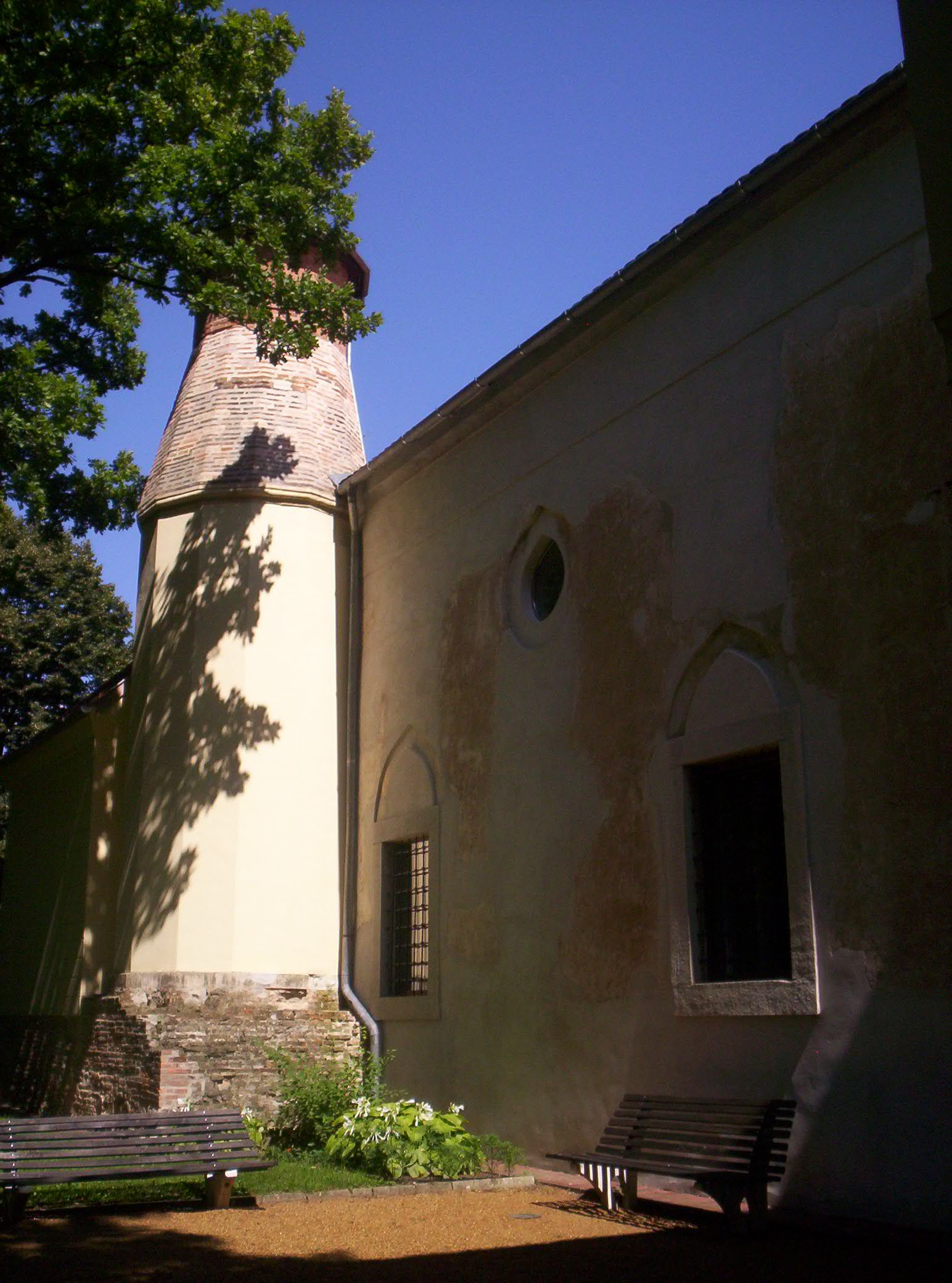
Dżami sułtana Sulejmana
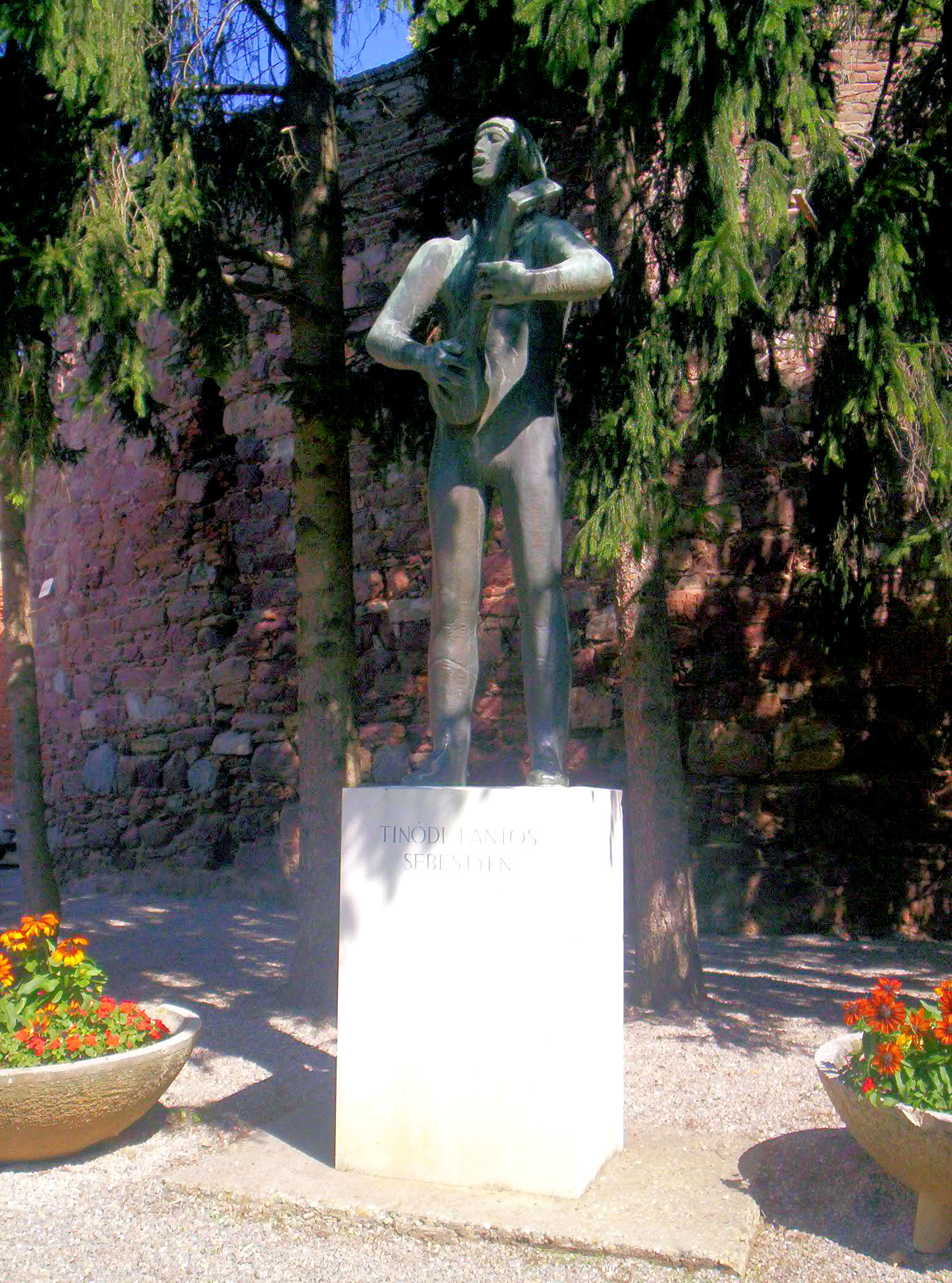
Pomnik Sebestyéna Tinódiego Lantosa
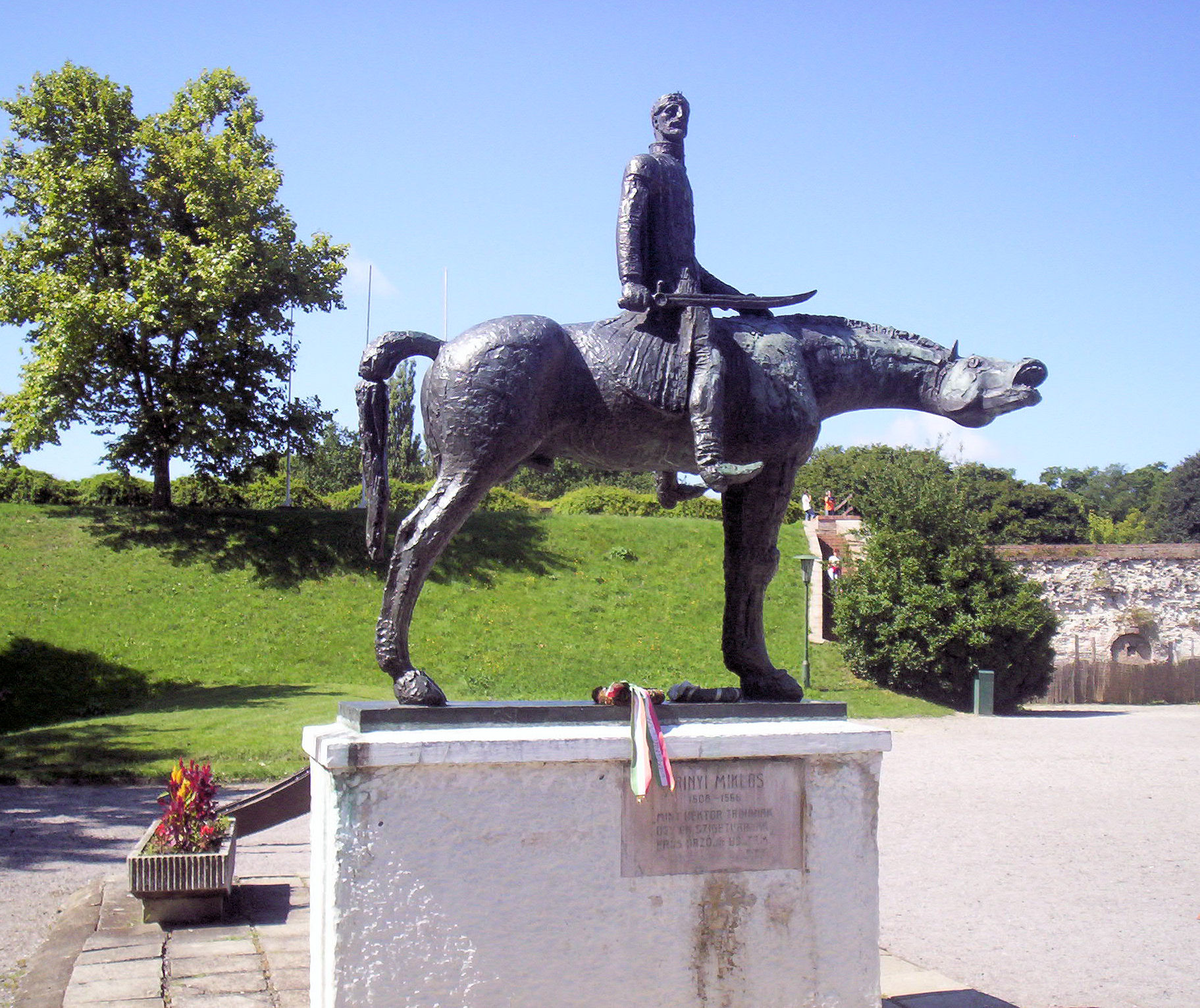
Pomnik Nikoli Zrinskiego
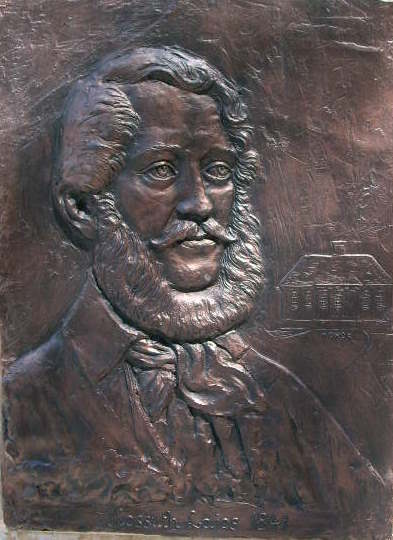
Płaskorzeźba Ludwika Kossutha
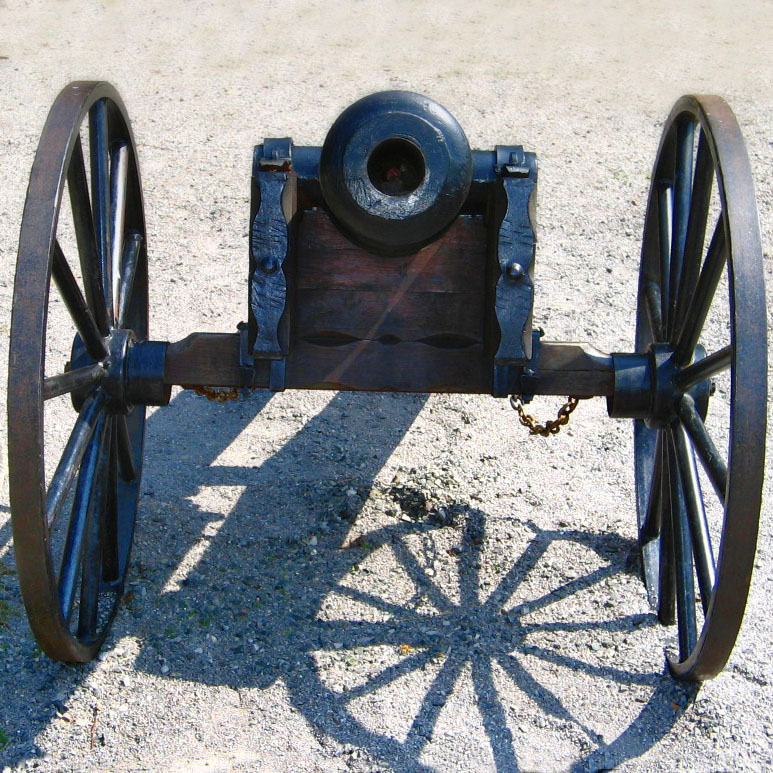
Węgierskie działo z XVI wieku

## Miasta partnerskie
- Imatra, Finlandia
- Eppingen, Niemcy
- Trabzon, Turcja
- Deva, Rumunia
- Slatina, Chorwacja